# Chorebus uralicus
Chorebus uralicus är en stekelart som beskrevs av Vladimir Ivanovich Tobias 1986. Chorebus uralicus ingår i släktet Chorebus och familjen bracksteklar. Inga underarter finns listade i Catalogue of Life.